# In the Now
In the Now é o segundo álbum álbum solo de Barry Gibb, lançado em 2016.

## Faixas
LP
| Lado A |                       |                                                   |         |  |
| N.º    | Título                | Compositor(es)                                    | Duração |  |
| 1.     | "In the Now"          | Barry Gibb, Stephen Gibb, Ashley Gibb             | 4:51    |  |
| 2.     | "Grand Illusion"      | Barry Gibb, Stephen Gibb, Ashley Gibb, Doug Emery | 4:40    |  |
| 3.     | "Star Crossed Lovers" | Barry Gibb, Ashley Gibb                           | 3:18    |  |

| Lado B |                       |                                       |         |  |
| N.º    | Título                | Compositor(es)                        | Duração |  |
| 4.     | "Blowin' a Fuse"      | Barry Gibb, Stephen Gibb, Ashley Gibb | 4:44    |  |
| 5.     | "Home Truth Song"     | Barry Gibb, Stephen Gibb, Ashley Gibb | 5:07    |  |
| 6.     | "Meaning of the Word" | Barry Gibb, Stephen Gibb, Ashley Gibb | 4:41    |  |

| Lado C |                 |                                                   |         |  |
| N.º    | Título          | Compositor(es)                                    | Duração |  |
| 7.     | "Cross to Bear" | Barry Gibb, Stephen Gibb, Ashley Gibb             | 6:00    |  |
| 8.     | "Shadows"       | Barry Gibb, Stephen Gibb, Ashley Gibb, Doug Emery | 4:32    |  |
| 9.     | "Amy in Colour" | Barry Gibb, Stephen Gibb, Ashley Gibb             | 4:26    |  |

| Lado D         |                      |                                       |         |  |
| N.º            | Título               | Compositor(es)                        | Duração |  |
| 10.            | "The Long Goodbye"   | Barry Gibb, Stephen Gibb, Ashley Gibb | 2:38    |  |
| 11.            | "Diamonds"           | Barry Gibb, Stephen Gibb, Ashley Gibb | 5:17    |  |
| 12.            | "End of the Rainbow" | Barry Gibb, Stephen Gibb, Ashley Gibb | 4:09    |  |
| Duração total: | Duração total:       | Duração total:                        | 54:13   |  |

| Faixas extras na edição Deluxe do CD |                       |                                       |         |  |
| N.º                                  | Título                | Compositor(es)                        | Duração |  |
| 13.                                  | "Grey Ghost"          | Barry Gibb, Stephen Gibb, Ashley Gibb | 4:23    |  |
| 14.                                  | "Daddy's Little Girl" | Barry Gibb, Stephen Gibb, Ashley Gibb | 3:17    |  |
| 15.                                  | "Soldier's Son"       | Barry Gibb, Stephen Gibb, Ashley Gibb | 2:59    |  |
| Duração total:                       | Duração total:        | Duração total:                        | 1:04:52 |  |